# Ловчански конгрес на ВМОРО
Ловчанският или Вторият редовен конгрес е окръжен конгрес на Серския революционен окръг на Вътрешната македоно-одринска революционна организация, провел се от 26 юли/8 август до 6/18 август 1906 година. Целта на конгреса е подготовка на окръга за предстоящия през есента общ конгрес на ВМОРО.

## Делегати
Делегатите са 26.
| Делегати            | Делегати    | Делегати                                    |
| Име                 | Родом       | Бележка                                     |
| ------------------- | ----------- | ------------------------------------------- |
| Яне Сандански       | Влахи       | Председател на Конгреса                     |
| Пере Тошев          | Прилеп      | Представител на Централния комитет на ВМОРО |
| Михаил Даев         | Балчик      | Драмски районен войвода                     |
| Иван Караджов       | Лешко       | Делегат от Серския революционен район       |
| Таската Серски      | Враня       |                                             |
| Мицо Врански        | Враня       |                                             |
| Чудомир Кантарджиев | Сливен      |                                             |
| Стойо Хаджиев       | Голешово    |                                             |
| Пейо Радев          | Чирпан      |                                             |
| Георги Скрижовски   | Скрижово    |                                             |
| Георги Занков       | Самоков     |                                             |
| Димитър Запрянов    | Караорман   |                                             |
| Георги Казепов      | Калиманци   |                                             |
| Александър Буйнов   | Шумен       |                                             |
| Димитър Икономов    | Ловча       |                                             |
| Тодор Попантов      | Ваташа      |                                             |
| Илия Балтов         | Прилеп      |                                             |
| Петър Милев         | Косача      |                                             |
| Димитър Трендафилов | Горно Броди |                                             |

## Решения
Конгресът е открит на 26 юли в къщата на Димитър Икономов в неврокопското село Ловча. След петдневни заседания в Ловча, поради раздвижване на турските войски в района, конгресът се премества в Либяхово, където заседават в къщата на Иван Коюмджиев до 6 август.
Конгресът приема отчетите на революционните комитети и в резолюцията си констатира, че промяната в тактиката на властта налага и промяна на тактиката на организацията. Препоръчва се да се намали числения състав на четите, да се привлекат в тях по-добре образовани хора, да се организира милицията като самостоятелен орган за отбрана. Отбелязва се нуждата от борба с чуждите пропаганди в окръга, особено с гръцката, от засилване на развитието на българското учебно дело и на борбата за подобряване на икономическото състояние на населението. Конгресът утвърждава бюджета на окръга, избира нов окръжен комитет и делегати за предстоящия общ конгрес - Пере Тошев, Яне Сандански, Чудомир Кантарджиев, Стойо Хаджиев, Петър Милев, Кръстьо Българията, Тодор Попантов, Петър Попарсов и Димитър Стефанов.